# سرزمین‌های تحت اشغال روسیه

نقشه‌ای که روسیه را با رنگ قرمز تیره و سرزمین‌های تحت اشغال روسیه در اروپا را با رنگ قرمز روشن نشان می‌دهد، به شرح زیر است:
در مولداوی: ترانس‌نیستریا (۱) از ۱۹۹۲
در گرجستان: آبخاز (۲) و اوستیای جنوبی (۳) از ۲۰۰۸
در اوکراین: کریمه (۴) و بخش‌هایی از استان لوهانسک (۵) و استان دونتسک (۶) از ۲۰۱۴ و بخش‌هایی از استان زاپوریژیا (۷) و استان خرسون (۸) از ۲۰۲۲

از زمان فروپاشی اتحاد جماهیر شوروی در سال ۱۹۹۱، روسیه، درگیر اختلافات سرزمینی با تعدادی از کشورها بوده که این اختلافات در درجه اول، جنبه‌ای از درگیری‌های پساشوروی بوده و منجر به از دست دادن قلمروی مستقل برخی کشورها شده است که بخش بزرگی از جامعه بین‌المللی، آن را به عنوان اشغال نظامی توسط روسیه می‌شناسند. به‌این‌ترتیب، این سرزمین‌ها، صرف نظر از اینکه وضعیت آنها در قوانین روسیه چه چیزی است، معمولاً به‌عنوان سرزمین‌های تحت اشغال روسیه توصیف می‌شوند. این اصطلاح برای گرجستان (در آبخاز و اوستیای جنوبی)، برای مولداوی (در ترانس‌نیستریا) و برای اوکراین (در کریمه، دونتسک، لوهانسک، خرسون و زاپوریژیا) به‌کار می‌رود.
علاوه بر این، روسیه با ژاپن، به‌دلیل به ارث رسیدن کنترل بر جزایر چهارگانه جنوبی از جزایر کوریل به روسیه در سال ۱۹۹۱، که ژاپن از سال ۱۹۴۵، ادعای مالکیت آنها را کرده بود، در درگیری جزایر کوریل وارد شده است.